# San Giovanni Théristis
 (février 2023).
Si vous disposez d'ouvrages ou d'articles de référence ou si vous connaissez des sites web de qualité traitant du thème abordé ici, merci de compléter l'article en donnant les références utiles à sa vérifiabilité et en les liant à la section « Notes et références ».
Le Monastère de San Giovanni Theristis en grec moderne : Ιερά Μονή Αγίου Ιωάννη του Θεριστή, est un monastère chrétien orthodoxe à Bivongi, en Calabre (Province de Reggio de Calabre), dans le sud de l'Italie. Il fait partie du diocèse orthodoxe roumain d'Italie.

## Histoire

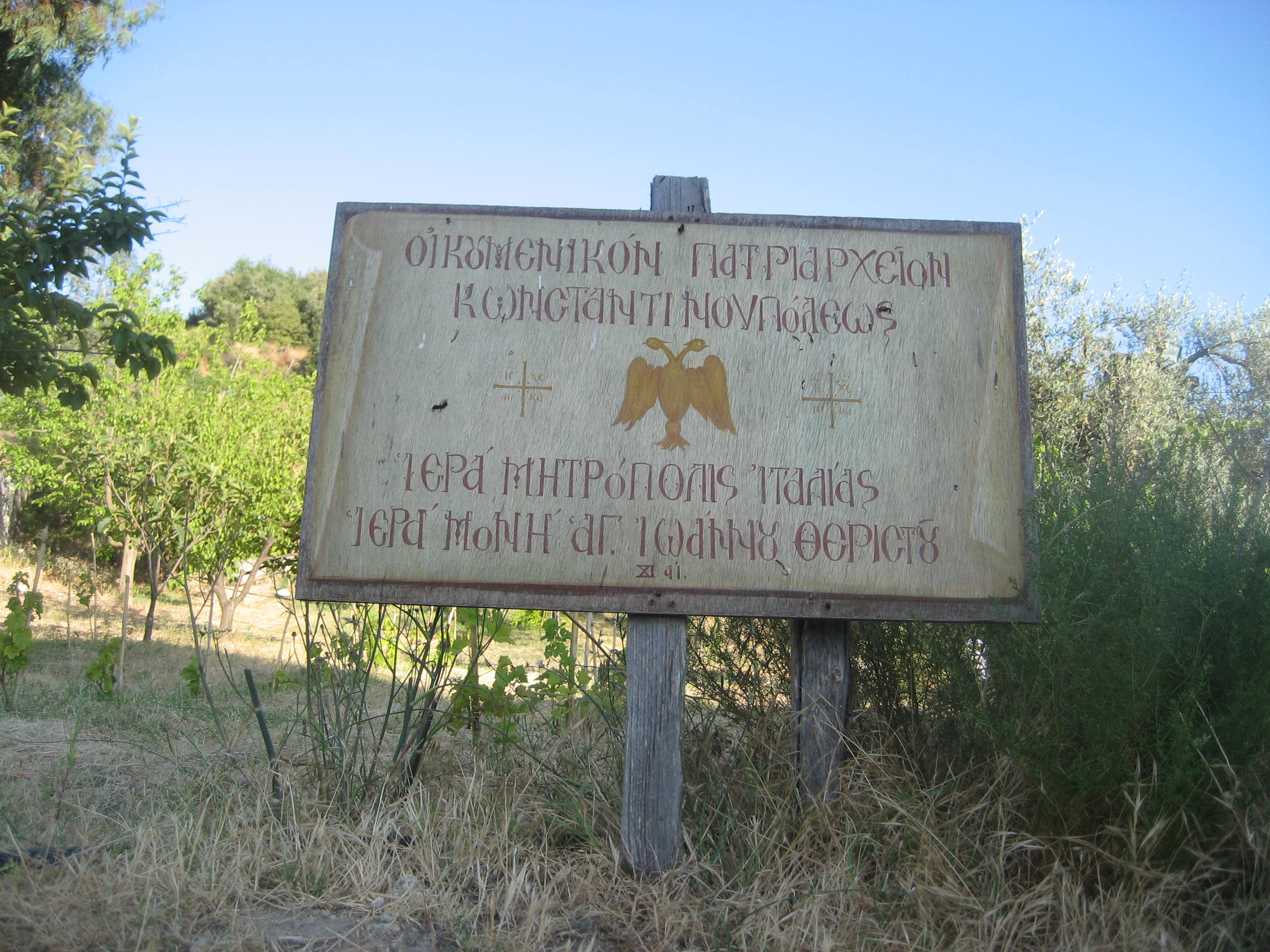
Inscriptions en grec.

La Calabre fait partie de l'Empire byzantin jusqu'au XIe siècle. Un moine grec, St. John Theristus, opère dans la vallée de Stilaro au IXe siècle. Son aghiasma («fontaine sacrée») devient un centre populaire de pèlerinage local, et c'est ici qu'un monastère byzantin est fondé au XIe siècle. Après la conquête normande du sud de l'Italie, il se développe comme l'un des plus importants monastères basiliens du sud de l'Italie, conservant sa splendeur jusqu'au XVe siècle, avec une riche bibliothèque et de nombreux trésors artistiques.
Cependant, il connait une phase de déclin jusqu'en 1579, date à laquelle la fondation de l'Ordre basilien d'Italie le rétablit comme le principal centre basilien du sud de la Calabre. Cependant, au XVIIe siècle, le brigandage endommage le monastère et les moines décident de déménager dans un plus grand monastère à l'extérieur des murs de Stilo, emportant avec eux les reliques du Saint du même nom. Au début du XIXe siècle, après la conquête napoléonienne du royaume des Deux-Siciles, il est acquis par la commune de Bivongi, qui le revend à des propriétaires privés. En 1980, il est revendu à l'autorité municipale et, dans les années 1990, restitué à l'ordre basilien italien. En 2001, le patriarche de Constantinople Bartholomée Ier visite le monastère et y ramène la relique du Saint de Stilo.
En juillet 2008, le conseil municipal de Bivongi accorde l'utilisation de l'église pour 99 ans à la nouvelle Église orthodoxe roumaine en Italie.

## Description
L'édifice est un exemple de transition entre les styles byzantin et normand dans l'architecture du sud de l'Italie. Les éléments normands comprennent les quatre pilastres d'angle fermés par quatre arcs, qui soutiennent le dôme, dont deux sont ogivaux.
L'extérieur est clairement byzantin, en particulier les murs extérieurs, dans les fausses colonnes de l'abside, qui forment des arcs ogivaux et dans les 16 petites colonnes décorant le tambour du dôme. L'intérieur abrite également des traces de fresques byzantines, dont une représentant Saint Jean Theristis.